# Te tailandès
El te tailandès (en tailandès: ชาไทย, pronunciat xa tai) és un te preparat a Tailàndia, el qual genera un característic color taronja una vegada que s'aboca aigua calenta sobre ell.
La seva preparació és tradicional i els seus ingredients varien entre les diferents persones o empreses que l'elaboren. La base del te està composta primordialment de fulles de te negre, que principalment creix a Àsia, a la qual es poden agregar pols d'anís estrellat, la qual cosa li atorga un dolç sabor de licor o floral, llavors de tamarindes moltes, brots de taronger, per donar-li un toc cítric i floral a la mescla, i, en algunes ocasions, altres condiments també. L'addició de colorants vermell i groc també ajuda a suggerir la inusual mescla de sabors cítrics i florals que es troben en el te tailandès.
És l'ingredient principal del te gelat tailandès i usualment en occident tots dos noms es tendeixen a confondre encara que en realitat són coses diferents.